# Олејте (Канзас)
Олејте (енгл. Olathe) град је у америчкој савезној држави Канзас.

## Демографија
По попису из 2010. године број становника је 125.872, што је 32.91 (35,4%) становника више него 2000. године.
|                   | 2010.            | 2000.           |
| Укупно            | 125 872 (100,0%) | 92 962 (100,0%) |
| Белци             | 97 840 (77,73%)  | 80 157 (86,23%) |
| Хиспаноамериканци | 12 794 (10,16%)  | 5 060 (5,443%)  |
| Афроамериканци    | 6 703 (5,325%)   | 3 440 (3,700%)  |
| Азијати           | 5 137 (4,081%)   | 2 549 (2,742%)  |
| Остали            | 3 398 (2,700%)   | 1 756 (1,889%)  |

## Партнерски градови
- Хур